# Dorfkirche Roggendorf

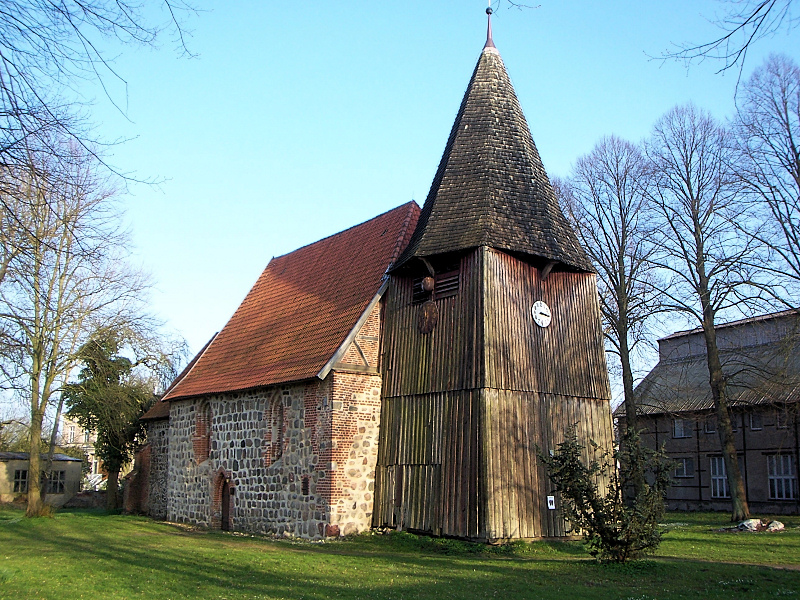
Dorfkirche Roggendorf

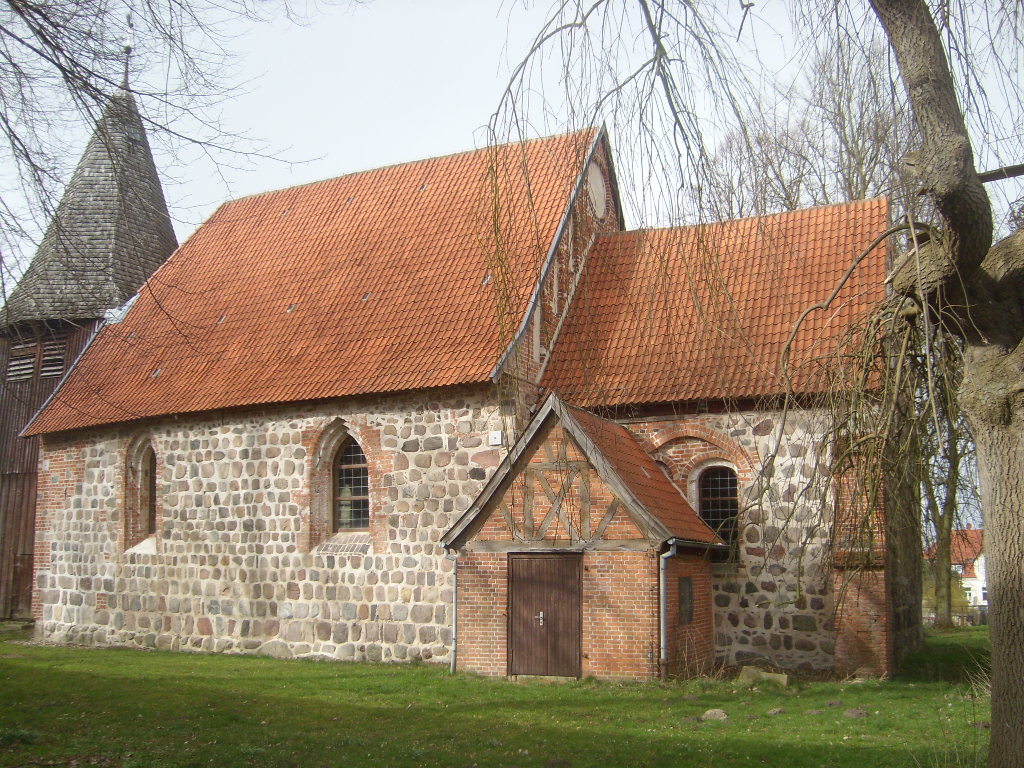
Südostansicht mit Kastenchor

Die Dorfkirche Roggendorf ist eine mittelalterliche Feldsteinkirche in der mecklenburgischen Gemeinde Roggendorf im Landkreis Nordwestmecklenburg.

## Geschichte
Roggendorf wurde erstmals 1194 urkundlich als Rotgentorp erwähnt. Die dortige Dorfkirche wird bereits im Ratzeburger Zehntregister des Jahres 1230 genannt. Das Dorf und spätere Gut Roggendorf gehörte vom Beginn des 15. Jahrhunderts der Familie von Lützow, die das Gut 1641 an die Familie von Uffel in Dutzow verkaufte. Diese verkaufte Roggendorf 1694 an die verschwägerte Familie von Fabrice. Die Familie von Fabrice behielt Roggendorf bis 1887 und verkaufte dann an die Familie von Haase, die auch das Gutshaus Roggendorf neu erbaute. Mit der Gutsherrschaft über Roggendorf war nachweislich ab 1653 das Kirchenpatronat über die Dorfkirche verbunden.

## Baugeschichte
Die aus Anfang des 15. Jahrhunderts stammende Feldsteinkirche mit dem um 1407 erbauten Langhaus hat einen für Westmecklenburg zu dieser Bauzeit typischen eingezogenen Kastenchor. Der Blendengiebel des Langhauses und die Fenstereinfassungen bestehen aus Backsteinen, auch die Dreifenstergruppe mit der spitzbogigen Blende im Chorgiebel.
Gotische Mauerpfeiler stützen den Bau. Das Kirchenschiff ist flachgedeckt, der mit einem Kreuzrippengewölbe gedeckte Chor eingezogen. Die Öffnung des Chores zum Schiff ist mit einem spitzbogigen Triumphbogen gestaltet. Auf der Südseite wurde am Chor später aus Ziegeln ein kleiner Anbau errichtet. Aus dem gleichen Baumaterial ist auch der Giebel des Kirchenschiffes.
Der geböschte Kirchturm ist Ende des 17. Jahrhunderts als verbretterter Holzturm westlich vor das Langhaus gesetzt und der Pyramidenhelm ist mit Holzschindeln gedeckt worden.
Auf der Westseite befindet sich eine Turmuhr.

## Ausstattung
Das Innere der Kirche überrascht mit seiner farbigen Ausgestaltung. Die alten Wandmalereien wurden bei der Restaurierung nach 1970 freigelegt. Romanische Weihekreuze befinden sich im Chor. Die Rippenausmalung wird um 1300 entstanden sein.
Die Kirche verfügt über einen Schnitzaltar mit Aufsatz auf der Zeit des Barocks mit Gemälden, die das Heilige Abendmahl und eine Kreuzigungsszene darstellen. Er stammt aus der Kirche in Müsselmow und gelangte in den 1950er Jahren nach Roggendorf.
Bemerkenswert ist der prachtvolle, aus Sandstein gearbeitete Taufbehälter, der vermutlich aus der Brandin-Werkstatt in Wismar zu sein scheint. Als Vorläufer können der Taufstein in der Dobbertiner Klosterkirche (1586), im Güstrower Dom (1591/92) und in der Woostener Dorfkirche (1612) unweit von Dobbertin angesehen werden. So kommt als Entstehungszeit das frühe 17. Jahrhundert in Betracht. Die Taufe ist mit reichem Ornamentwerk der Spätrenaissance verziert. Sie steht auf einer von vier Löwen getragenen Bodenplatte, auf der sich vier um einen ornamentierten Rundpfeiler gruppierte Hermenpfeiler erheben, die das flache Becken mit Cherubköpfchen tragen. Auf dem 1699 gestifteten Messingdeckel befinden sich in Treibarbeit ausgeführte Früchtemotive.
Es sind noch Reste des alten Gestühls mit schlichten Wangen vorhanden, an einer Tür findet sich die Datierung von 1593.
Der reich geschnitzte Orgelprospekt ist vom Anfang des 18. Jahrhunderts. Die Orgel (II/P/11) von 1891 stammt aus der Werkstatt des Rostocker Orgelbauers Julius Schwarz.
Nach Friedrich Schlie verfügte die Dorfkirche Roggendorf 1898 über zwei Glocken. Die größere war ursprünglich ein Guss des Lübecker Ratsgießers Johann Georg Wilhelm Landré von 1796 und wurde 1851 von P. M. Hausbrandt in Wismar umgegossen. Die kleinere war ein Werk des Lübecker Ratsgießers Johann David Kriesche aus dem Jahr 1771. Beide wurden von der Familie Fabrice im Rahmen des Patronats gestiftet.
Eine Besonderheit in dieser binnenländischen Kirche ist ein Votivschiff, das im Langhaus hängt. Die Helene von Roggendorf wurde um 1845 von Kapitän Dieckelmann aus Hamburg der Gemeinde geschenkt. Im Innern befindet sich ein Gebetszettel mit den Worten: Lieber Gott, lass meinen Sohn Willi von seinen Leiden frei werden, eine traurige Mutter bittet darum.

## Gemeinde
Seit 2000 ist die Kirchengemeinde Roggendorf mit Gadebusch und Groß Salitz dauerhaft verbunden. Sie gehört zur Propstei Wismar im Kirchenkreis Mecklenburg der Evangelisch-Lutherischen Kirche in Norddeutschland.